# Papi quotidiani
Papi quotidiani è stato un programma televisivo italiano andato in onda su Canale 5 nella fascia oraria del primo pomeriggio per due edizioni, comprese tra il 25 marzo e il 31 agosto 1996, con la conduzione di Enrico Papi.

## La trasmissione
Si trattava di una rubrica di gossip presentata da Enrico Papi, che in ogni puntata, ciascuna della durata di circa un quarto d'ora, raccontava al pubblico le ultime novità di cronaca rosa, o rendeva noti aneddoti tratti dal suo "archivio personale".
Il piatto forte della trasmissione erano i filmati girati di nascosto dai personaggi noti dello spettacolo italiano e internazionale, ritratti dalle telecamere di Papi in atteggiamenti spesso equivoci; tra gli scoop più rilevanti resi noti dalla trasmissione si ricordano Valeria Marini e Bigas Luna in atteggiamenti intimi, Lorella Cuccarini ritratta con il pancione a Porto Cervo insieme al marito Silvio Testi, Martina Colombari e Billy Costacurta insieme in piscina, Eros Ramazzotti in compagnia della fidanzata e, subito dopo, di un'amica, e Alba Parietti immortalata al mare mentre scambia effusioni con Christopher Lambert. Tra le rubriche di ogni puntata, il tentativo di telefonata in diretta ai VIP protagonisti dei gossip raccontati, che raramente accettavano di spiegare al pubblico la verità su ciò che era stato trasmesso, e "Papi Action", in cui venivano mostrati dei filmati girati la sera prima della puntata nelle strade di Roma.
I servizi erano spesso realizzati dallo stesso conduttore, in versione "paparazzo", che in alcuni casi si è ritrovato in difficoltà nel tentativo di procurarsi lo scoop; nell'estate 1996, in vista dell'edizione estiva della trasmissione, Papi e la sua troupe rischiarono di naufragare al largo dell'isola di Caprera, in Sardegna, venendo salvati dall'intervento di Umberto Smaila e Gigi Sammarchi. Sempre nello stesso periodo, Papi e il suo cameraman vennero scoperti da Beppe Grillo mentre veniva registrato dalla telecamera durante un bagno nelle acque di Cala Romantica, a Porto Cervo, insieme alla compagna Parvin; accortosi della presenta della troupe, l'attore comico, stando a quanto dichiarato da Papi ai giornali, insultò e staccò un cavo della strumentazione utile per la registrazione, chiedendo di firmare una liberatoria da 150 milioni di lire per poter trasmettere le immagini, accordando poi di ricevere solo 8 milioni da Canale 5. In seguito, Grillo dichiarò di voler ottenere un compenso maggiore perché, grazie a quelle immagini, la trasmissione ottenne alti indici d'ascolto con conseguente aumento degli introiti pubblicitari.

### Accoglienza e successo
La trasmissione ottenne un buon successo da parte del pubblico, registrando ascolti pari a 3.800.000 telespettatori già durante le puntate della sua prima settimana di messa in onda. Anche l'edizione estiva partì con ottimi risultati d'ascolto, ottenendo nelle prime puntate una media di 3.500.000 telespettatori pari a uno share medio del 26,30%.
Il programma fu criticato da alcuni perché avrebbe violato il diritto alla privacy dei VIP "paparazzati". A queste accuse, il conduttore rispose: "Io pungo ma non avveleno, come l'ape di cui vesto i panni nella sigla. Poi pratico, sempre per educazione, l'autocensura". Altre critiche arrivarono invece a causa di alcuni scoop considerati troppo "deboli", rappresentati da riprese nascoste di vip in atteggiamenti quotidiani ma non scandalosi, che la critica televisiva definì poco interessanti.

### Collocazione in palinsesto
Il programma ha debuttato il 25 marzo 1996 su Canale 5, nella fascia solitamente occupata dalla rubrica d'arte Sgarbi quotidiani, condotta dal critico appunto d'arte Vittorio Sgarbi, alla quale è ispirato il titolo; egli, in quanto candidato alle Elezioni Politiche di quell'anno, non poteva apparire in video per la legge sulla par condicio, e l'allora direttore di Canale 5 Giorgio Gori chiamò dalla Rai Enrico Papi, che fino al mese di febbraio 1996 conduceva la rubrica del TG1 Chiacchiere di Enrico Papi. La prima edizione è terminata il 20 aprile seguente. Un secondo ciclo è stato trasmesso sempre alla stessa ora a partire dal 29 luglio 1996, terminando il successivo 31 agosto. Gli stessi contenuti sono stati riproposti, sempre da Papi, nel segmento Parola di Papi all'interno del rotocalco pomeridiano di Canale 5 Verissimo, lanciato proprio il 16 settembre 1996 con la conduzione di Cristina Parodi, mentre dal marzo 1997 ha riproposto le tematiche del gossip in un programma autonomo in onda su Italia 1 alle ore 20:00, dal titolo Edizione straordinaria!.
Nel biennio 2003-2004, un altro programma simile per contenuti e formula è stato riproposto ancora una volta da Enrico Papi nel palinsesto di Italia 1, con il titolo Papirazzo.